# Orde van de Vaderlandse Oorlog

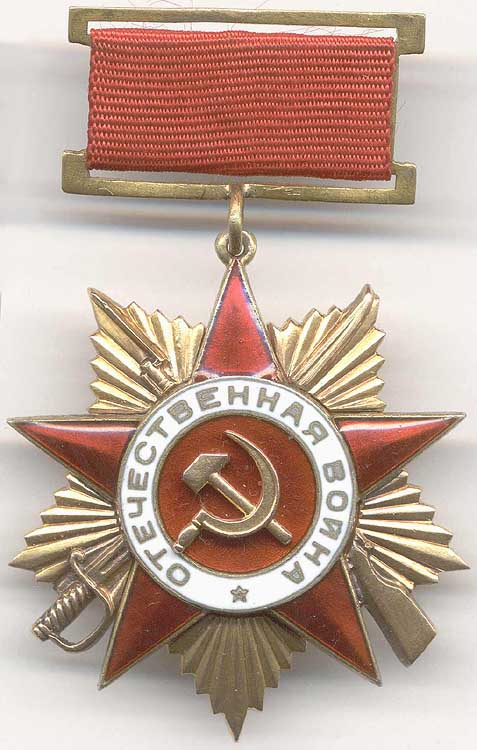
Orde van de Vaderlandse Oorlog Ie Klasse in de eerste uitvoering aan het korte rode lint

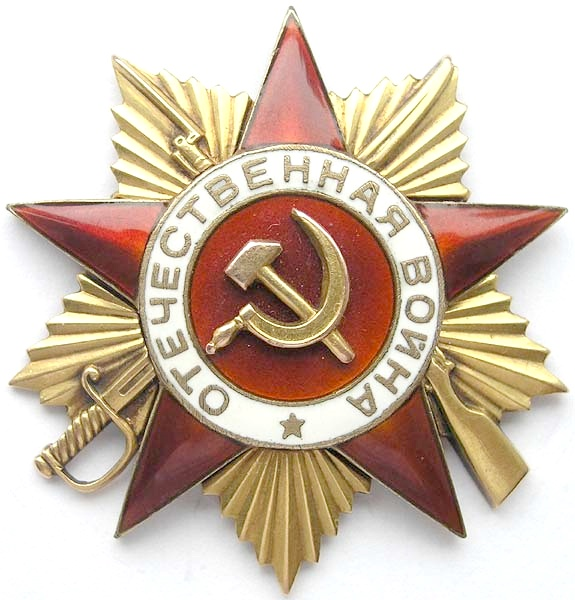
Orde van de Vaderlandse Oorlog Ie Klasse, na juni 1943

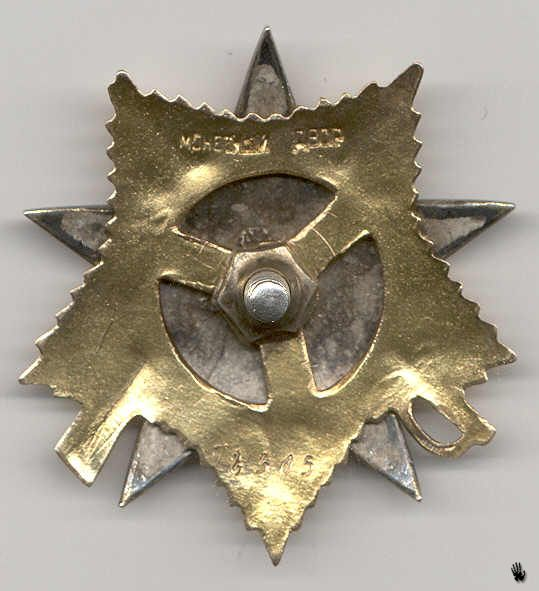
Orde van de Vaderlandse Oorlog Ie Klasse achterzijde, na juni 1943

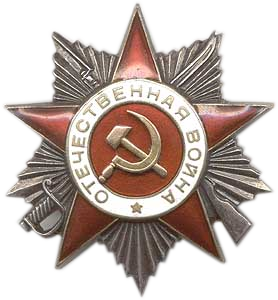
Orde van de Vaderlandse Oorlog IIe Klasse

De Orde van de Vaderlandse Oorlog (Russisch: Орден Отечественной войны, Orden Otetsjestvennoj vojny) is een op 20 mei 1942 door het Praesidium van de Opperste Sovjet ingestelde orde. Deze typisch socialistische orde kreeg een ster als versiersel. Er waren geen ridders maar alleen dragers en de orde kon meerdere malen aan een en dezelfde persoon worden verleend. Er waren twee klassen.
In mei 1942 rukten de Duitse troepen over een breed front op naar het oosten. Leningrad werd belegerd en de Duitse verkenners stonden voor Moskou. De Sovjet-Unie probeerde met een groot aantal kostbaar uitgevoerde onderscheidingen en orden de soldaten en matrozen te inspireren tot heldhaftig verzet. De orde was ook voor de achter het Duitse front actieve partizanen bestemd.
De Orde van de Vaderlandse Oorlog is lager in rang dan de Orde van Alexander Nevsky maar hoger dan de Orde van de Rode Ster.
In Rusland wordt de Tweede Wereldoorlog meestal "Grote Vaderlandse Oorlog" genoemd.

## Geschiedenis
De op 20 mei 1942 ingestelde orde was de eerste Sovjet-onderscheiding die tijdens de oorlog werd ingesteld. Later volgden meerdere orden die allen naar historische figuren uit de tsarentijd en de geschiedenis werden genoemd. De Orde van de Vaderlandse Oorlog brak met een traditie want het was de eerste Sovjet-orde met meerdere klassen. Dat stond in tegenspraak met het ideaal van een klasseloze samenleving. De statuten van de orde werden nauwkeurig omschreven, de Eerste Klasse was bestemd voor bijvoorbeeld het neerschieten van drie vliegtuigen als gevechtspiloot, het vernietigen van twee zware of drie middelgrote of vier lichte tanks, het tot zinken brengen van een oorlogsschip, het repareren van een vliegtuig onder vuur na de landing op een vijandig gebied. Aan de dragers van de IIe Klasse werden minder zware eisen gesteld. De orde werd ook verleend aan een aantal geallieerde militairen en commandanten, waaronder ook de westerse bondgenoten van de Sovjet-Unie. In totaal werden tijdens de Tweede Wereldoorlog meer dan 324.903 sterren van de Ie Klasse en 951.652 sterren van de IIe Klasse uitgereikt. Ook na de oorlog bleef men de orde aan veteranen verlenen,het totale aantal dragers van de Orde van de Vaderlandse Oorlog bereikte in 1985 het aantal van 1.370.000.
In 1985 werd tijdens de viering van de 40ste verjaardag van de overwinning in de Grote Vaderlandse Oorlog besloten dat alle nog levende veteranen van de oorlog ofwel de Ie of de IIe Klasse van de Orde van de Vaderlandse Oorlog zouden mogen gaan dragen. Daarna werden alsnog 2.054.000 sterren der Ie Klasse en 5.408.000 sterren der IIe Klasse uitgereikt.
De ster van de Orde van de Vaderlandse Oorlog mocht door de familie als aandenken na het overlijden van de gedecoreerde worden bewaard. Dat was bij de andere Sovjet-orden niet het geval; deze moesten na de dood van de gedecoreerde worden teruggegeven aan de staat. Pas in 1977 mochten ook de nabestaanden van andere gedecoreerden hun sterren en medailles houden.
Op 10 april 1942 beval Stalin generaal Anatoli Chroeljov om aan het Praesidium een ontwerp-besluit voor te leggen voor het instellen van een orde voor soldaten die zich hadden onderscheiden in gevechten met de fascisten. Oorspronkelijk werd aan een Orde van Militaire Verdienste gedacht. De kunstenaars Sergej Dmitriev en Aleksandr Koeznetsov leverden al na twee dagen de eerste schetsen voor een nieuwe onderscheiding in. Een aantal daarvan werd geselecteerd voor de vervaardiging van prototypes van metaal. Op 18 april 1942 werden deze proefstukken ter goedkeuring voorgelegd. Als basis voor de toekomstige orde werd gekozen voor het ontwerp van Koeznetsov, het idee van het opschrift "Grote Vaderlandse Oorlog" op de ring van het centrale medaillon werd ontnomen uit het ontwerp van Dmitriev.
Sommige militairen droegen meerdere sterren van deze orde. Het was mogelijk om eerst de Eerste en dan de Tweede Klasse van de Orde van de Vaderlandse Oorlog te ontvangen.
- Kolonel Ivan Jevgrafovitsj Fjodorov, (1914 - ) Held van de Sovjet-Unie, draagt vier sterren der Ie Klasse en een ster der IIe Klasse. Hij ontving de sterren in 1943 (Ie Klasse), 19444 (IIe Klasse), 1945, 1947 en 1985 (Ie Klasse) (als veteraan).
- Majoor Ivan Antonovitsj Bespalov (1914-1989), Held van de Sovjet-Unie, droeg vier sterren der Ie Klasse
- Majoor Anatoly Povilaitis (1919-1988), droeg drie sterren der Ie Klasse en twee sterren der IIe Klasse
- Generaal Boris Snetkov (1925- 2006) droeg drie sterren der Ie Klasse en een ster der IIe Klasse
- Testpiloot Kolonel Sergej N. Anochin (1910-1986), Held van de Sovjet-Unie, droeg vier sterren der Ie Klasse

De opvarenden van de Britse mini-onderzeeër K-21 die op 5 juli 1942 het Duitse slagschip Tirpitz zwaar beschadigden en voor de rest van de oorlog onbruikbaar maakten kregen allen de Orde van de Vaderlandse Oorlog IIe Klasse.
De orde werd ook aan scholen, fabrieken, militaire eenheden en steden toegekend. Belgorod, Voronezj, Kislovodsk, Koersk, Mogiljov, Moermansk, Naro-Fominsk, Orjol, Rzjev, Rostov aan de Don, Smolensk en Sotsji kregen de Orde van de Vaderlandse Oorlog.
Na de oorlog werd de orde voor een bijzonder doel gebruikt. Tienduizenden Russische veteranen en burgers van andere landen kregen deze orde toegekend, vaak omdat men hen in de oorlog zelf niet had onderscheiden voor hun inzet.
In 1985 besloot het Praesidium van de Opperste Sovjet dat alle veteranen van de Grote Vaderlandse Oorlog zouden worden onderscheiden met de Orde van de Vaderlandse Oorlog. De Ie Klasse was gereserveerd voor Helden van de Sovjet-Unie, dragers van een van de drie graden van de Orde van de Glorie, Maarschalken, generaals en admiraals die in een lagere rang of als partizanen aan de oorlog hadden deelgenomen. Dragers van de Medaille voor Moed, dragers van militaire orden zoals de Orde van Nachimov, dragers van de medailles die aan die orden zijn verbonden en dragers van de Partizanenmedaille en veteranen die in de oorlog gewond raakten. Ook de veteranen van de oorlog tegen Japan werden onderscheiden.

## Sterren
De rood geëmailleerde zilveren ster heeft de gebruikelijke vijf punten en rust op een gouden of zilveren ster met een diagonaal geplaatst geweer en sabel. De stralen op de achtergrond waren goud voor de Ie Klasse en zilver voor de IIe Klasse. Het centrale medaillon was versierd met een gouden hamer en sikkel op een rode emaillen achtergrond, omgeven door een wit geëmailleerde ring met de woorden "ОТЕЧЕСТВЕННАЯ ВОЙНА", Russisch voor "Vaderlandse Oorlog". Oorspronkelijk werd de Orde
gedragen aan een effen rood lint maar vanaf juni 1943 werd de Orde zonder lint, dus als broche, gedragen op de rechterborst. Bij minder formele gelegenheden draagt men een baton op de linkerborst. Dit lint is donkerrood met een felrode centrale streep voor de Ie Klasse en donkerrood met heldere rode rand voor de IIe Klasse.
Door het gebruik van goud in plaats van verguld zilver, was de ster der Ie Klasse kostbaar. De in 1985 bestelde sterren werden goedkoper gefabriceerd. Deze zijn van zilver. De stralen van de ster der Ie Klasse werden verguld.

## Criteria tijdens de Tweede Wereldoorlog
De Opperste Sovjet stelde zeer precieze eisen aan de dragers van de Orde van de Vaderlandse Oorlog. In eerste instantie ging het alleen om heldendom in de strijd tegen de Duitsers. Later werd ook heldendom in de strijd tegen de Japanners met de Orde van de Vaderlandse Oorlog onderscheiden. Men verleende de Orde van de Vaderlandse Oorlog der Ie Klasse aan een soldaat, matroos en vlieger:

### Piloten en luchtmachtpersoneel
- die een belangrijke object achter de linies van de vijand verwoest;
- die dapper zijn taken tijdens de uitvoering van gevechtsmissies uitvoerde, in een missie waarvoor de commandant de Orde van Lenin kreeg toegekend
- Wie een zware-bommenwerper, 4 lange langeafstandsbommenwerpers, 5 korteafstandsbommenwerpers, 7 jachtbommenwerpers of 3 gevechtsvliegtuigen had neergeschoten in een luchtgevecht.
- die behoorde tot de bemanning van een zware bommenwerpers die de 20e succesvolle vlucht had gemaakt.
- die behoorde tot de bemanning van een langeafstandsbommenwerpers die de 25e succesvolle vlucht had gemaakt.
- die behoorde tot de bemanning van een korteafstandsbommenwerpers die de 30e succesvolle vlucht had gemaakt.
- die behoorde tot de bemanning van een aanvalsvliegtuigen dat de 25e succesvolle vlucht had gemaakt.–
- die behoorde tot de bemanning van een langeafstandsverkenningsvliegtuig dat de 60e succesvolle vlucht had gemaakt.
- die behoorde tot de bemanning van een korteverkenningsvliegtuig dat de 30e succesvolle vlucht had gemaakt.
- die met een transportvliegtuig op vijandelijk gebied wist te landen.

### Grondpersoneel van de luchtmacht
- die reserveonderdelen van de luchtmacht duidelijk en permanent beheerde.
- die het bodempersoneel op een vliegveld duidelijke en systematisch aanvoerde
- die een beschadigd vliegtuig na een noodlanding in vijandelijk gebied weer repareerde en liet opstijgen
- die ten minste 10 vliegtuigen op een vliegveld onder vuur wist te herstellen
- die de vijand er onder vijandelijk vuur van weerhield een vliegveld te veroveren, alle voorraden in veiligheid bracht en de installaties opblies.

### Infanterie
- die persoonlijk twee zware of middelzware tanks ofwel 3 lichte tanks vernietigde
- die als deel van een bemanning van een stuk geschut 3 zware of middelzware dan wel 5 lichte tanks of pantserwagens vernietigde.
- die ondanks het gevaar als eerste een vijandelijke bunker of loopgraaf betrad en zo de Sovjet troepen in staat stelde deze snel te veroveren.
- die op bevel van zijn meerderen onder vijandelijk vuur een brug, viaduct of veerpont opblies en zo de opmars van de vijand ophield.
- die onder vijandelijk vuur de vernietigde verbindingen in stand hield tussen de Sovjet-eenheden en zo de commandoketen in stand hield.
- die tijdens het gevecht op persoonlijk initiatief een ingegraven positie verliet en de vijand in het open veld tegemoet trok.
- die met een deel van een divisie een overmacht wist uit te schakelen

### Artillerie
- die 5 artillerieposities veroverde of vernietigde
- die als deel van een bemanning van een stuk geschut drie vijandelijke vliegtuigen neerschoot

### Cavalerie
- die met een cavaleriecharge de vijandelijke lijn wist te breken
- die hun veroverde geschut weer op de vijand heroverden
- die als resultaat van een persoonlijke verkenning zwakke punten in de vijandelijke linie ontdekte en troepen achter de lijn van de vijand bracht.
- die als deel van een tankbemanning drie gevechtsopdrachten vervulde en daarbij de vijand schade toebracht aan diens vuurkracht.
- die als deel van een tankbemanning vier tanks of vier stukken geschut vernietigde
- die onder vijandelijk vuur drie tanks in veiligheid bracht.

### Marine
- die vanuit een kustbatterij, een schip, of vliegtuig een vijandelijk oorlogsschip of twee transportschepen tot zinken bracht
- die met succes een landing op de vijandelijke kust organiseerde
- die een beschadigd schip onder vijandelijk vuur thuisbracht
- die een vijandelijk schip buitmaakt
- die met succes mijnen legt in de vijandelijke haveningang
- die door herhaaldelijk mijnen te ruimen de vloot manoeuvreerruimte gaf
- die door tijdens het gevecht schade te herstellen een schip weer gevechtsklaar maakte
- die onze troepen door het organiseren van perfecte logistiek in staat stelde de vijand te overwinnen.

Iedere militair in ieder wapen van het Rode Leger kwam, wanneer hij aan de hierboven gestelde voorwaarden had voldaan, in aanmerking voor de IIe Klasse van de Orde van de Vaderlandse Oorlog. Ook infanteristen zouden immers een van de hier onder "cavalerie" vermelde heldendaden kunnen verrichten. De onderverdeling in luchtmacht, infanterie etc. werd niet gemaakt in het Decreet van de Opperste Sovjet.

## In 1985 vastgestelde criteria
Toen men alle nog in leven zijnde veteranen met de Orde van de Vaderlandse Oorlog wilde gaan onderscheiden moest worden vastgesteld wie veteraan in de zin van het Besluit van het Praesidium was en wie recht zou hebben op de Ie Klasse van de Orde van de Vaderlandse Oorlog. De Sovjet-autoriteiten kozen ervoor om veteranen die in de oorlog een dapperheidsonderscheiding hadden verdiend in aanmerking te laten komen voor de Ie Klasse.

## Batons
Het op de linkerborst gedragen baton dat aanduidt dat iemand de Ie Klasse van de Orde van de Vaderlandse Oorlog draagt. Het lint is donkerrood met een brede verticale rode streep in het midden. Wanneer een militair meerder malen met de Ie Klasse van de Orde van de Vaderlandse Oorlog werd gedecoreerd droeg hij ook meerdere batons. Er is geen knoopsgatversiering voorzien.
Het op de linkerborst gedragen baton dat aanduidt dat iemand de IIe Klasse van de Orde van de Vaderlandse Oorlog draagt. Het lint is donkerrood met twee smalle verticale rode biezen. Wanneer een militair meerder malen met de Ie Klasse van de Orde van de Vaderlandse Oorlog werd gedecoreerd droeg hij ook meerdere batons. Er is geen knoopsgatversiering voorzien.